# Abbaye San Gaudenzio
L'abbaye San Gaudenzio est une abbaye située dans la commune de San Godenzo, dans une région montagneuse au nord-est de la Toscane.

## Histoire

### Fondation
Le premier document mentionnant l'abbaye date du 26 février 1028. À cette date, Jacopo Bavaro, évêque de Fiesole, signe la charte de fondation du monastère bénédictin de San Gaudenzio. Son successeur Trasmondo consacre la nouvelle église en 1070,.
Une tradition plus ancienne affirme que l'abbaye de San Godenzo est construite à l'emplacement d'un précédent édifice cultuel dédiée à saint Gaudence. Ce dernier est un ermite ayant vécu aux Ve et VIe siècles et originaire de Campanie, qui se serait installé dans la région avec trois compagnons. À sa mort, le corps du religieux aurait été placé sur un char tiré par des bœufs, mais ces derniers s'arrêtèrent obstinément en un endroit précis, où l'assistance décida en conséquence d'ériger la chapelle en mémoire de l'ermite.

### Filiation cistercienne
En 1256, Alexandre IV impose un changement de communauté et l'arrivée des cisterciens, ce que viennent vérifier sur place les abbés de Chiaravalle della Colomba et de Brondolo en 1258, sur demande du chapitre général. À partir du XIVe siècle, l'abbaye de San Gaudenzio est surnommée « Dantesca » car Dante Alighieri y séjourne durant une longue période. Il assiste notamment à une réunion tenue dans le chœur des moines le 8 juin 1302 avec d'autres exilés de la république de Florence,.

### Période servite
La bulle du 23 mai 1482, proférée par Sixte IV, officialise l'abandon des cisterciens et l'arrivée d'une autre communauté, celle des Servites, venues de la basilique de l'Annunziata. Cette fondation est supprimée le 15 octobre, mais les Servites reviennent aussitôt. La communauté reste alors en place jusqu'à la suppression du monastère par les armées napoléoniennes,. 

### Suppression
Après la fermeture de l'abbaye, tout en est vendu, y compris l'église, transformée en logements,.

### Restauration
En 1921, à l'occasion des six cents ans de la mort de Dante, des travaux de restauration sont menés sur l'église, qui retrouve le titre abbatial et la fonction d'église paroissiale, qu'elle conserve depuis,.

## Architecture

L'extérieur de l'église
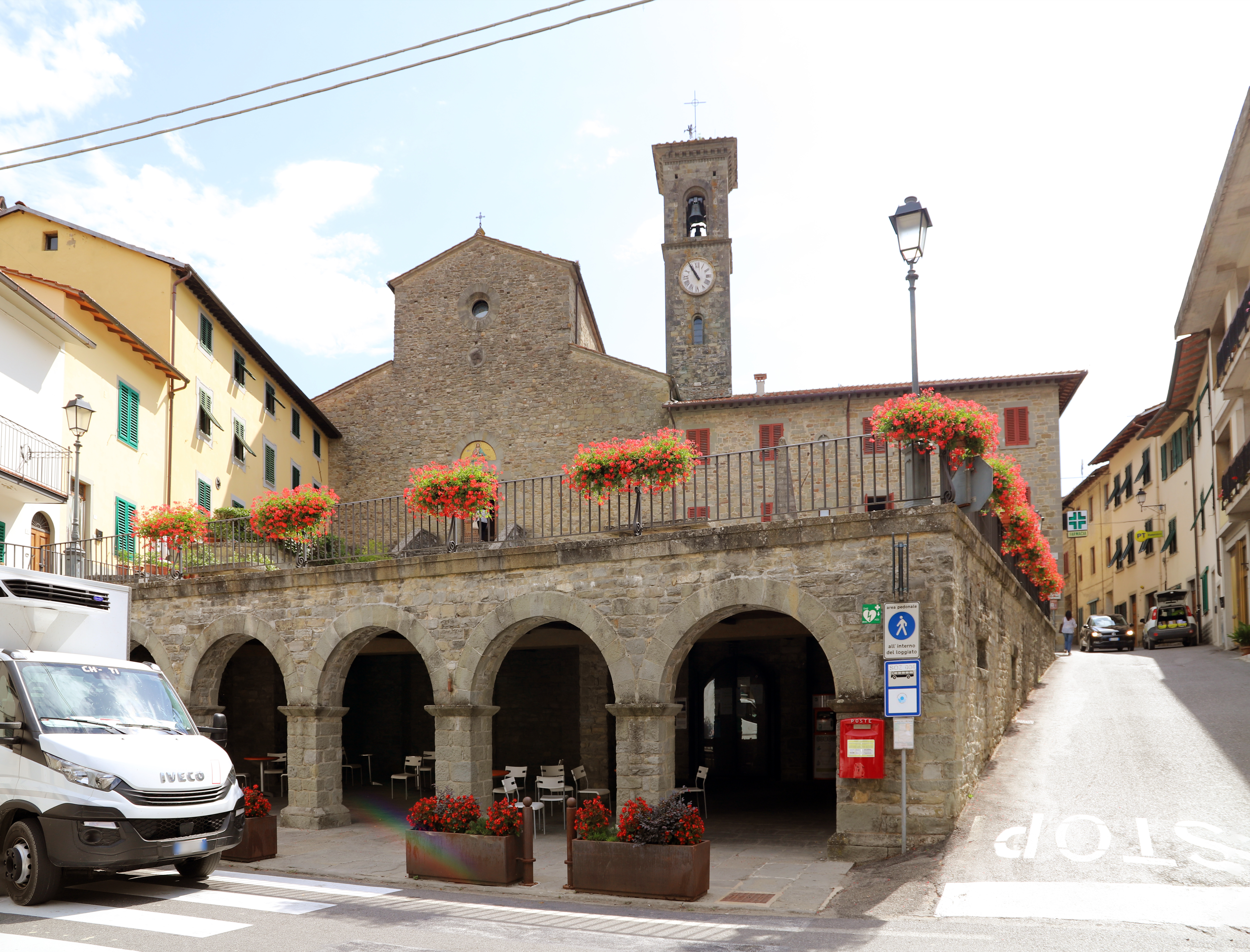
L'abbatiale dans son contexte.
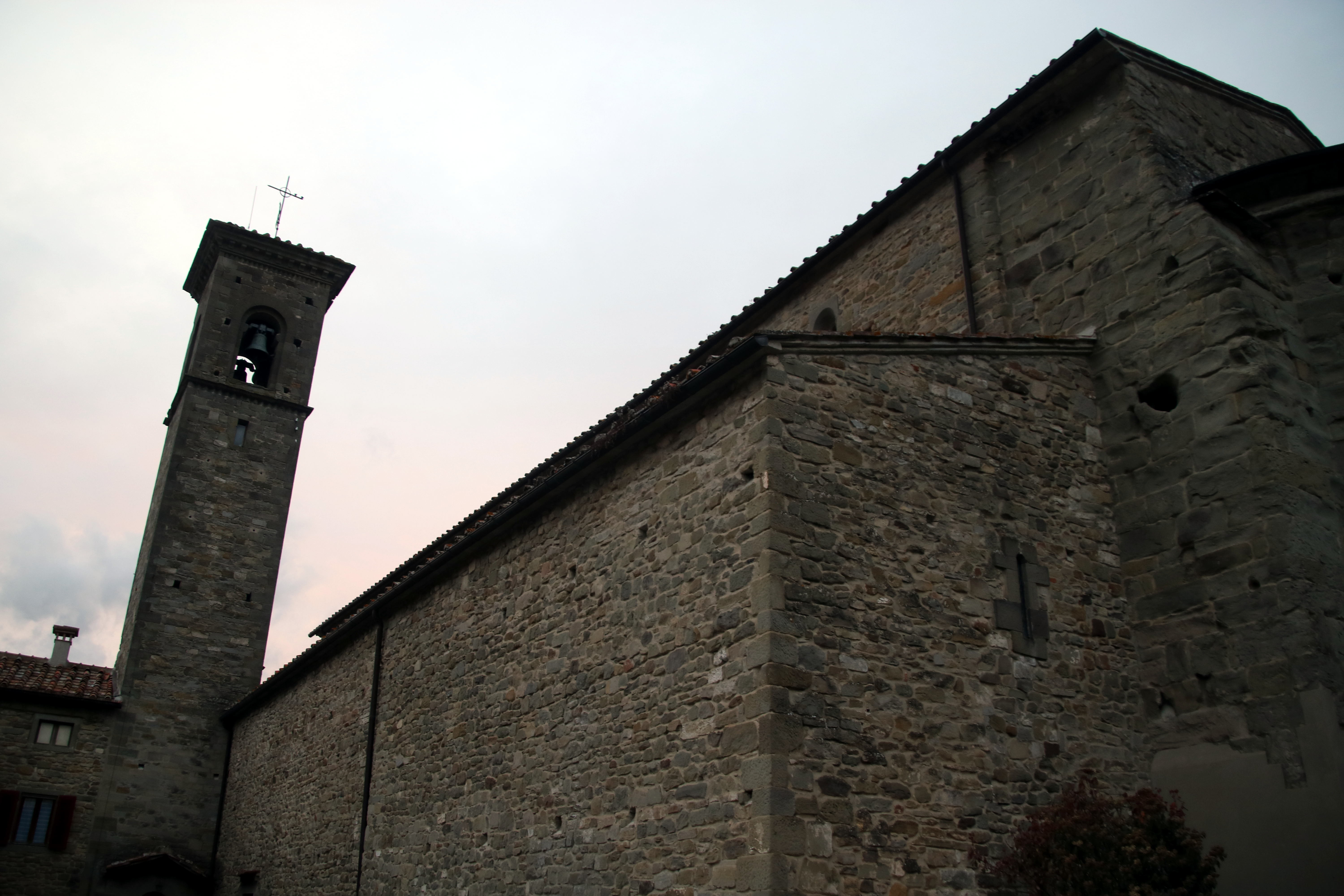
La façade sud de l'église et le campanile.
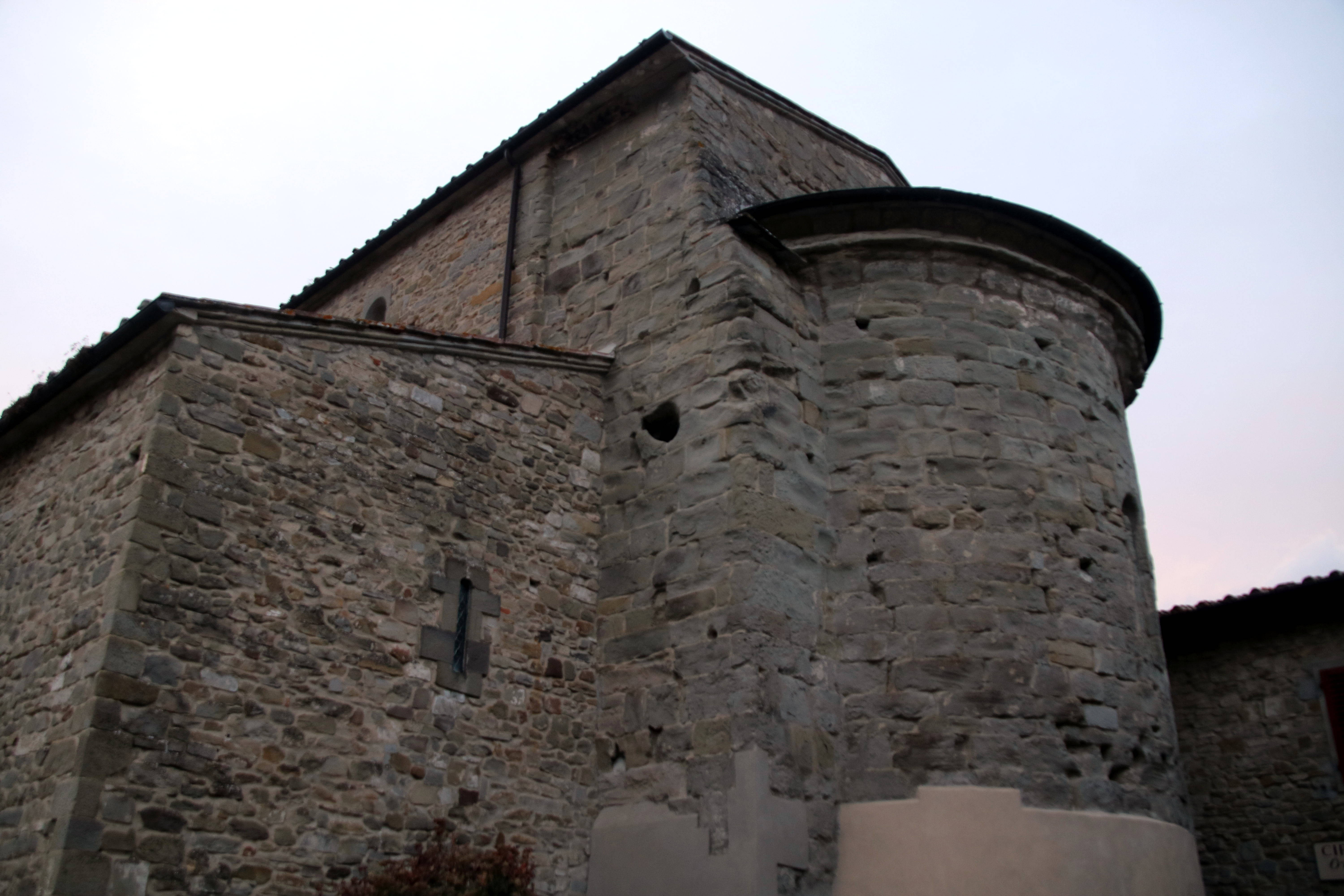
L'abside romane de l'église.
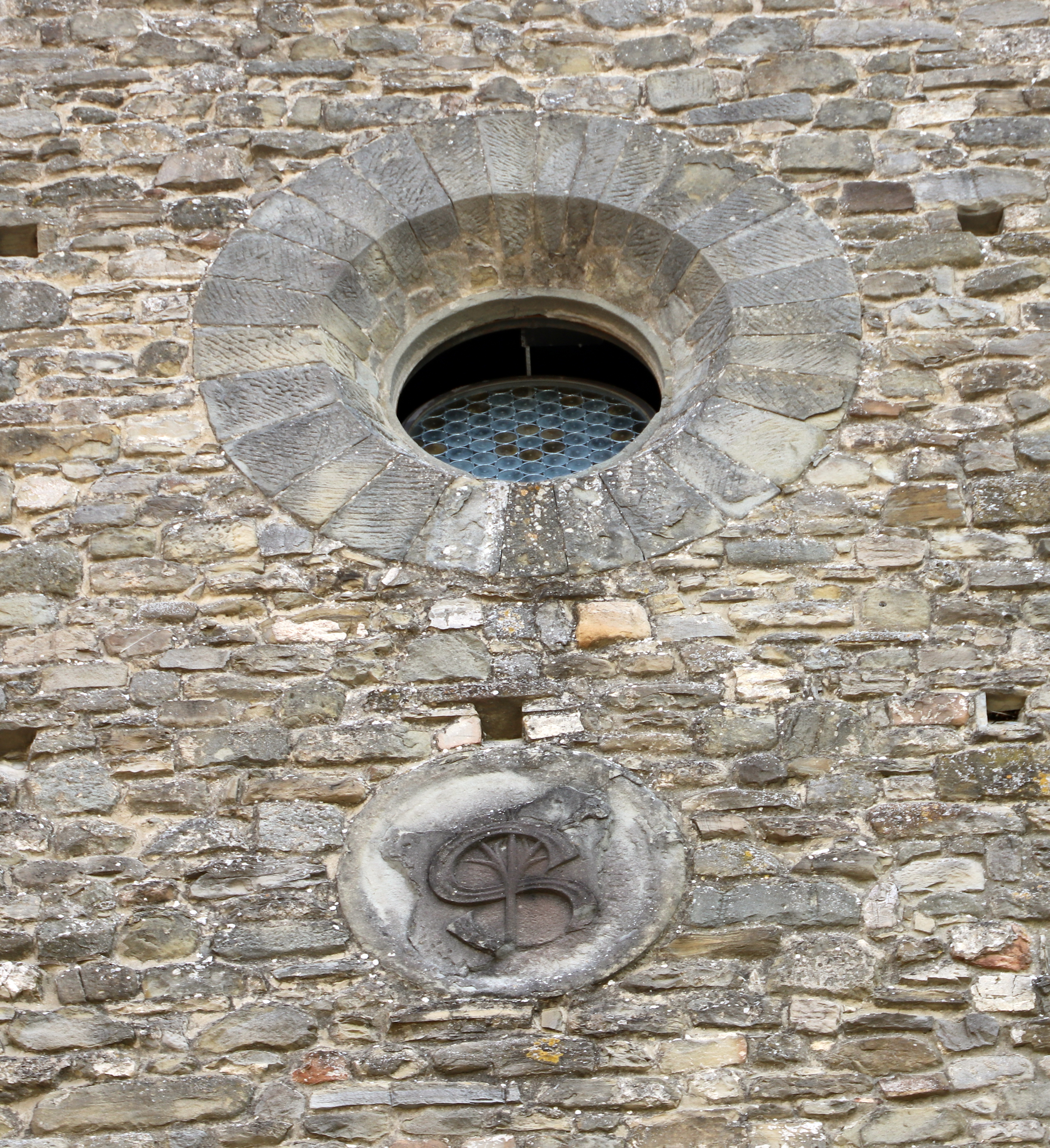
Un oculus surmontant le blason gravé des Servites.

### Église
L'église est de style roman, orientée, à trois nefs et longue de cinq travées. La nef centrale n'est pas voûtée, mais directement située sous la charpente de la toiture. Les murs séparant cette nef des bas-côtés sont voûtés en plein cintre. Les travaux de 1921 permettent d'éliminer tous les ajouts décoratifs baroques.

L'intérieur de l'église
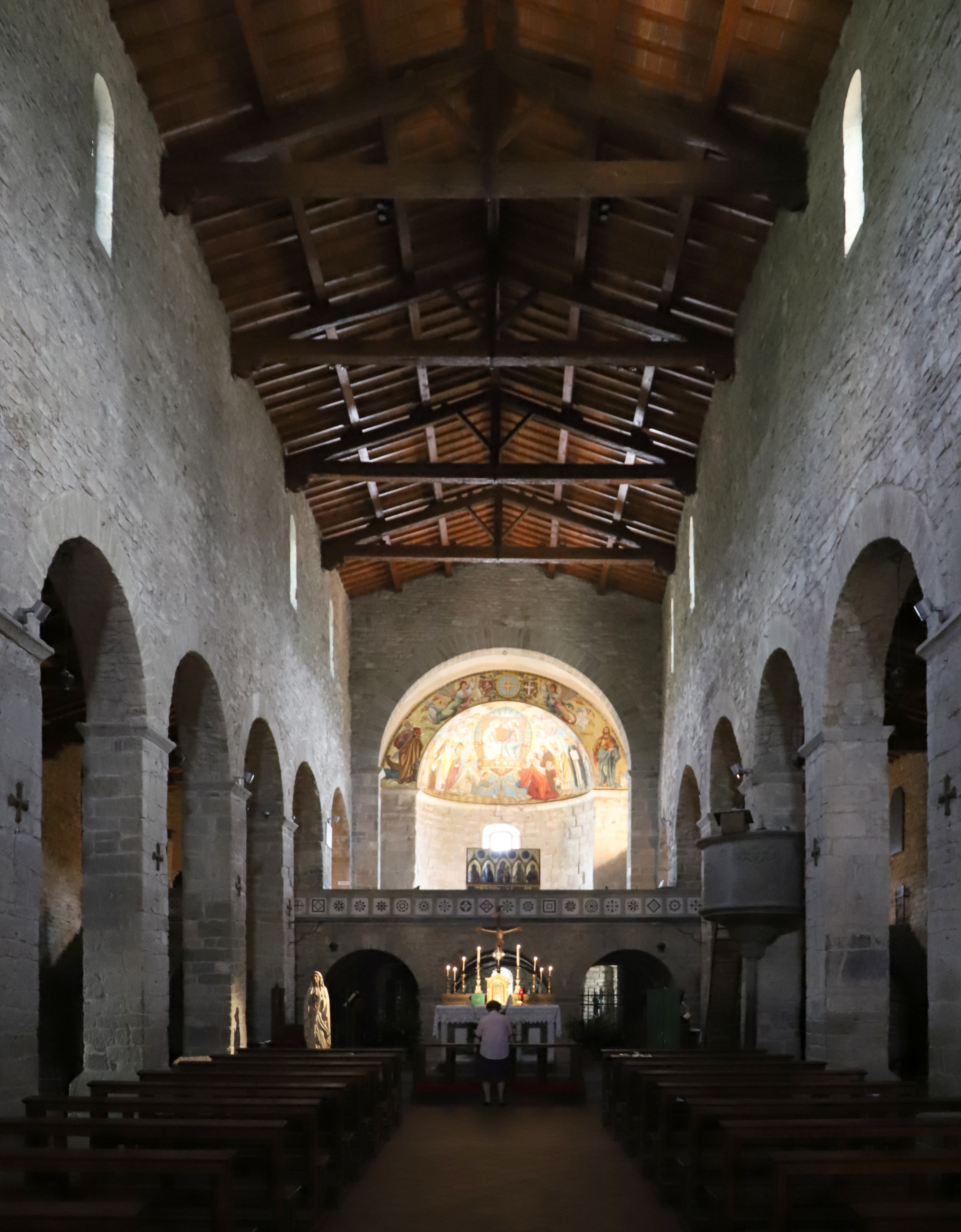
La nef de l'église vue depuis la façade vers le chœur.
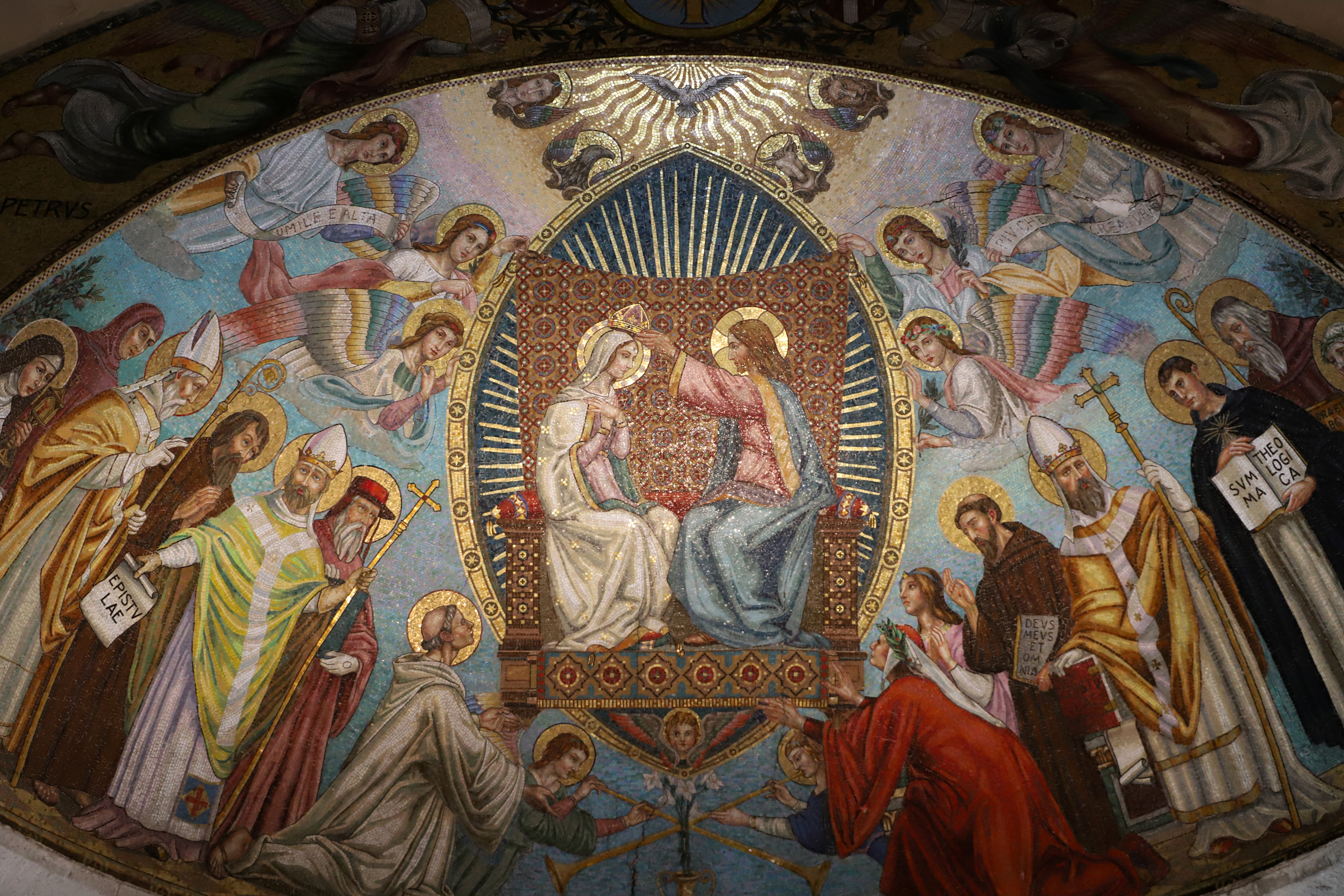
La mosaïque de l'abside.
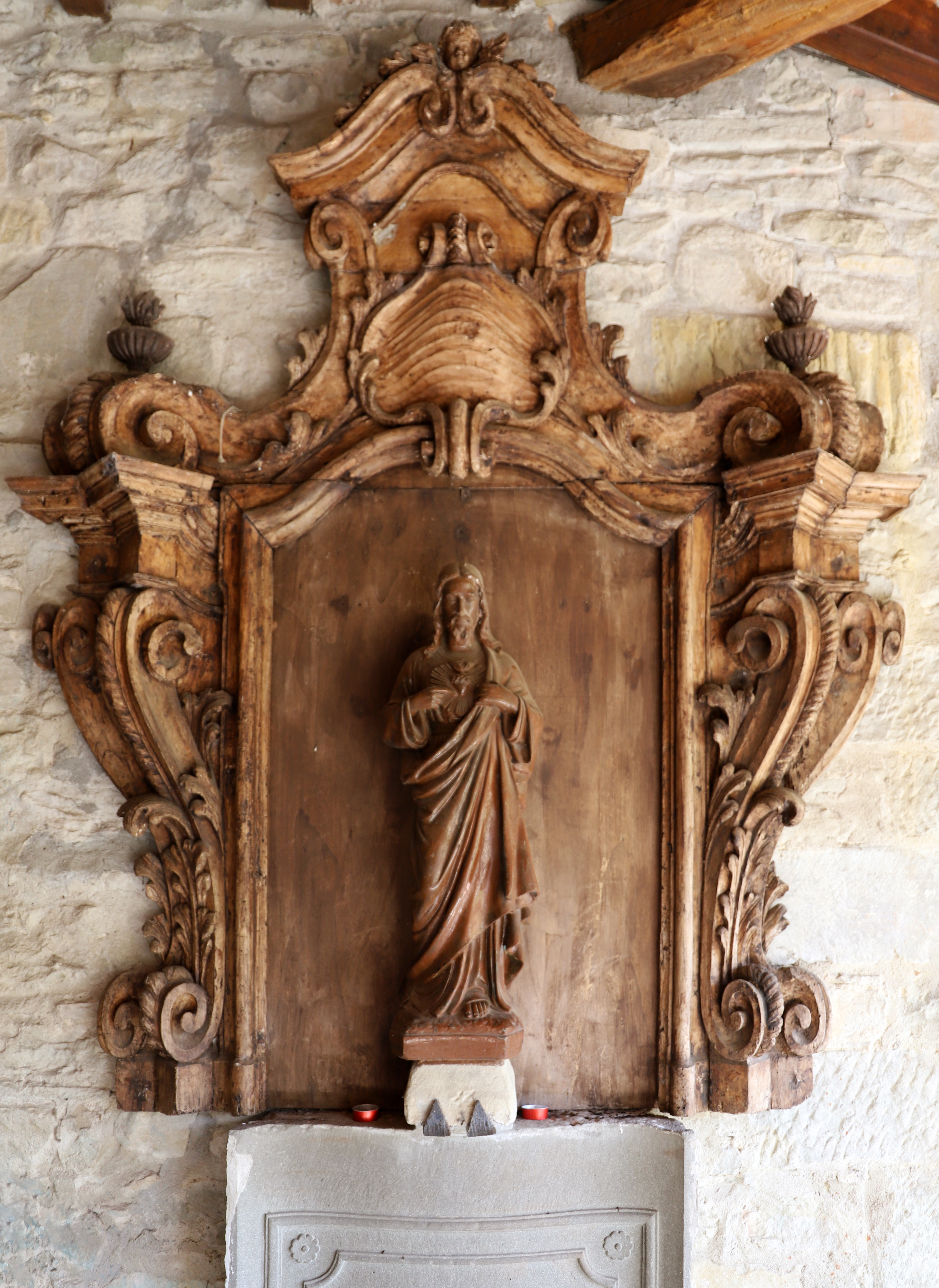
Le tabernacle de l'église.
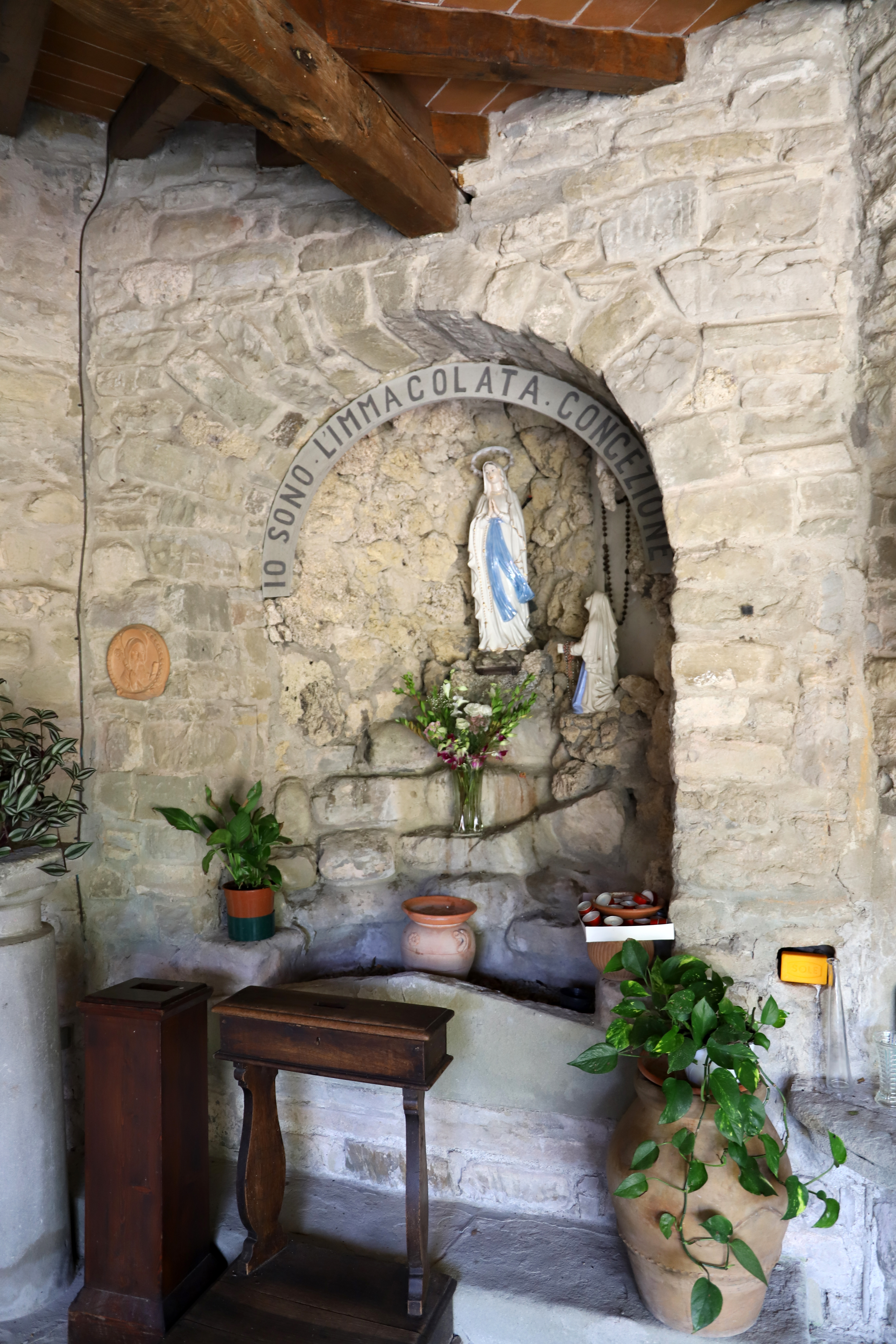
Vierge de Lourdes dans une chapelle de l'église.

### Crypte
La crypte, située sous l'église, est voûtée d'arcs surbaissés appuyés sur six colonnes fines aux chapiteaux décorés. Le fond de la crypte contient un autel de marbre incrusté, ajouté en 1929, qui contient le corps momifié de saint Gaudence.

La crypte
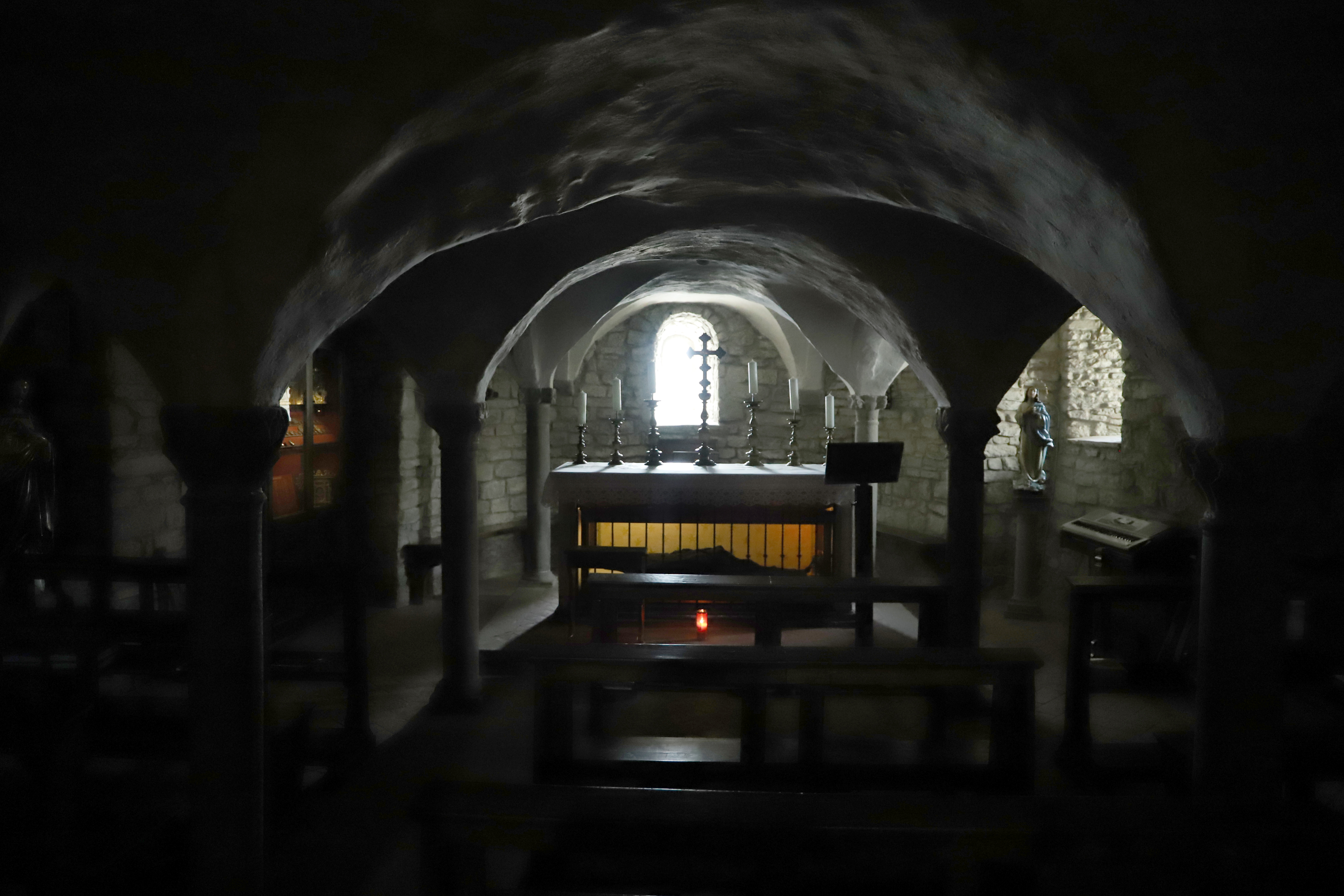
Vue générale de la crypte.
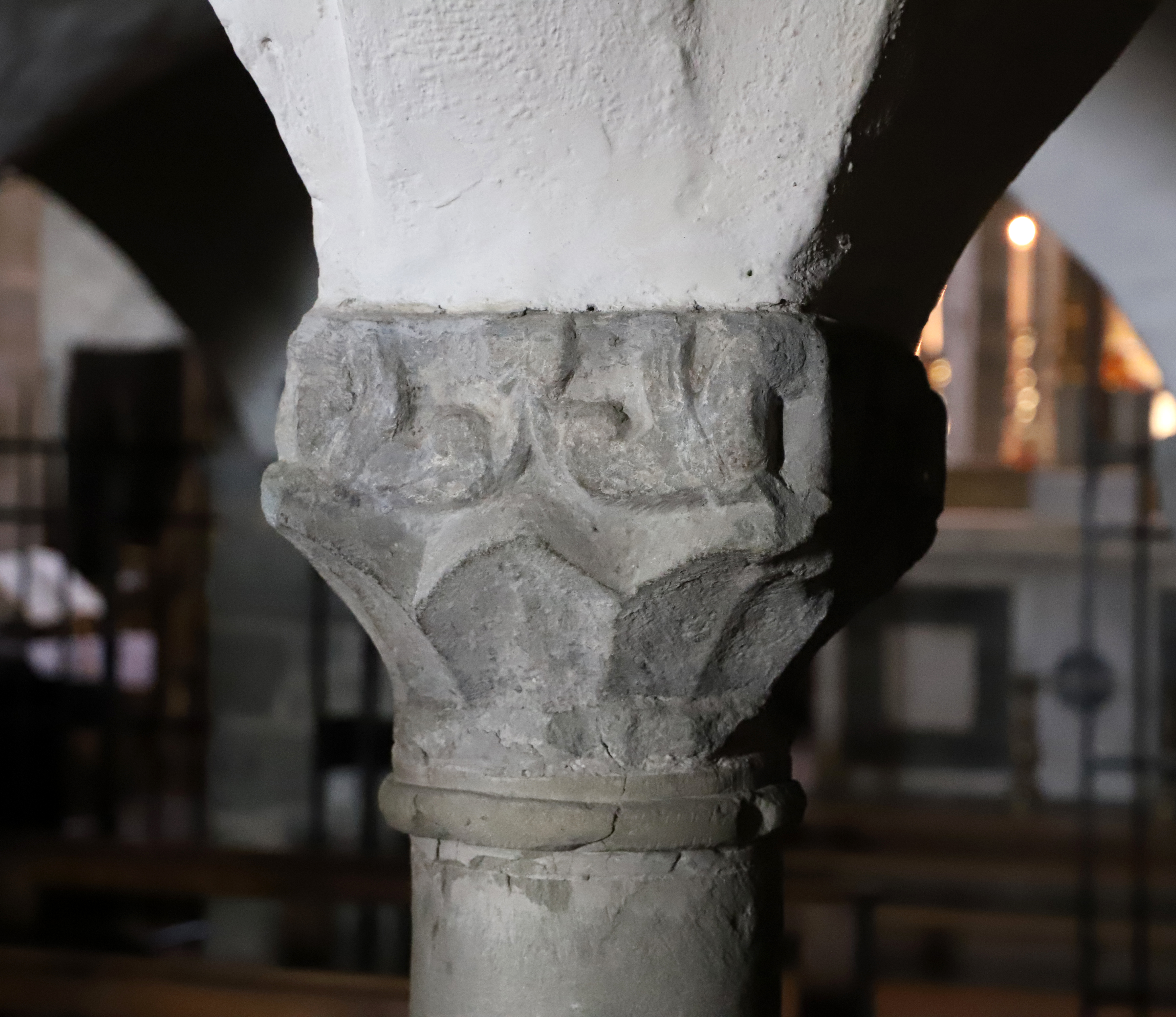
Un des chapiteaux ornés des colonnes de la crypte.

### Jardin
L'abbaye, bâtie sur un site exigu, n'a pas de véritable cloître. Mais un minuscule jardin a été aménagé du côté nord.

Le jardin de l'abbaye
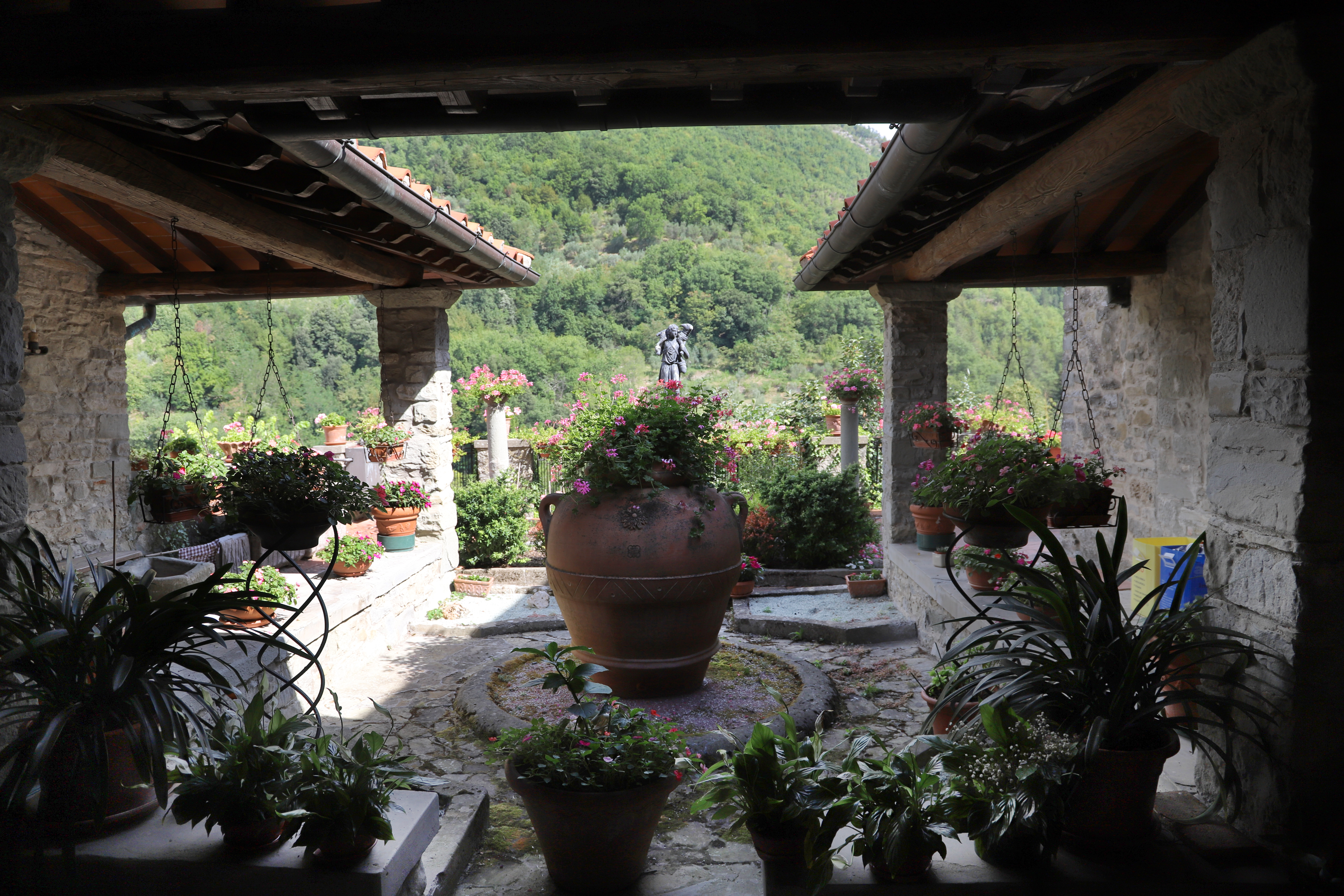
Le jardin ouvrant vers le nord.
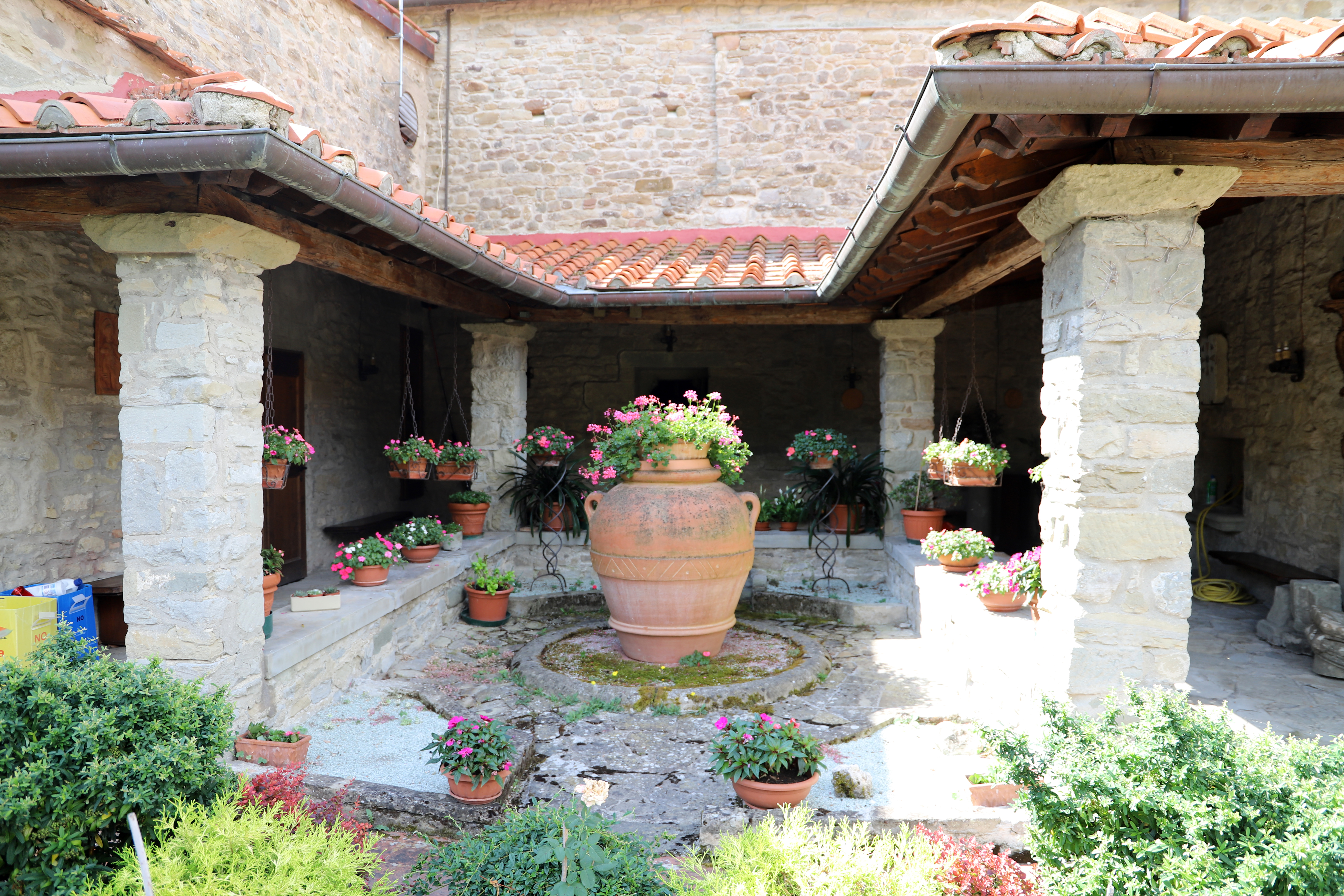
Le jardin en direction de l'église.